# Materialaktion
Die Materialaktion ist eine Form von Aktionskunst, die ursprünglich von der AAO stammt, die dafür verschiedene Materialien verwendete: Öl, aber auch Schlicker oder Blut und Innereien.
Dabei steigen die Teilnehmer meist mit verbundenen Augen in ein Becken, in dem sie dann mit warmem Öl übergossen werden. Außerhalb des Beckens stehen ein oder zwei Anleiter, die das Orientierungsverhalten der Teilnehmer frei oder zu bestimmten Themen führen. Dabei kommt es bei den Teilnehmern zu starken Sinneserfahrungen, die je nach Anleitung erotisch, psychedelisch oder/und prozessorientiert ablaufen können.